# Estación Ōji-Ekimae
La estación Oji-Ekimae (王子駅前停留場 Ōji-Ekimae-teiryūjō?) de la línea Toden Arakawa, pertenece al único sistema de tranvías de la empresa estatal Toei, y está ubicada en el barrio especial de Kita, en la prefectura de Tokio, Japón.

## Otros Servicios
- JR East
  - Línea Keihin-Tōhoku: Estación Ōji
- Metro de Tokio
  - Línea Nanboku: Estación Ōji
- Toei Bus
  - Línea 41: destino Nitta (Adachi)
  - Línea 45: destino estación Kita-Senju
  - Línea 55: destino Nitta (Adachi)
  - Línea 78: destino terminal Otakibashi
  - Línea 49: destino terminal Senju y Oficina municipal de Adachi
  - Línea 11: destino Nitta (Adachi)
  - Línea 40: destino terminal norte

## Sitios de interés
- Parque Asukayama
- Museo Asukayama
- Santuario Ōji
- Santuario Inari
- Oficina distrital norte
- Museo de Shibusawa